# BMW F 800 S
BMW F 800 S – niemiecki motocykl sportowy produkowany przez firmę BMW w latach 2006-2010.

## Dane techniczne/Osiągi
Silnik: R2

Pojemność silnika: 798 cm³

Moc maksymalna: 85 KM/8000 obr./min

Maksymalny moment obrotowy: 86 Nm/5800 obr./min

Prędkość maksymalna: 240 km/h

Przyspieszenie 0-100 km/h: 4 sek.